# Junge Freiheit
Junge Freiheit (« Jeune liberté ») est un hebdomadaire allemand proche des idées de la « Nouvelle Droite ». Fondé en 1986 à Fribourg-en-Brisgau par des étudiants et des lycéens, le journal est installé à Berlin depuis 1995.
Il est qualifié par Le Monde de « principal journal de la droite nationaliste et conservatrice » allemande et de « droite extrême » par Le Monde diplomatique.

## Historique

### Création
Le journal est créé en 1986 à Fribourg-en-Brisgau par des étudiants et des lycéens, avant de s'installer à Berlin en 1995[réf. souhaitée].

### Surveillance par leVerfassungschutz
Catalogué dans le rapport du Verfassungsschutz, le service de protection de la Constitution de Rhénanie-du-Nord-Westphalie, comme un journal d'extrême droite, Junge Freiheit lance une procédure judiciaire pour contester cette étiquette et faire cesser la surveillance que ce classement implique. Échouant devant toutes les instances de la justice administrative, le journal obtient cependant un succès avec le jugement du tribunal constitutionnel fédéral du 28 juin 2005. La cour estime qu'un simple rejet des valeurs de la loi fondamentale de 1949 ne suffit pas à justifier la surveillance du journal par les services de renseignement. Ceux-ci, avant de livrer leurs conclusions dans leurs rapports, doivent prouver que le journal ne se contente pas de la critiquer mais la combat activement. Le 23 juin 2006, les deux parties renoncent à leurs procédures. Le Verfassungsschutz de Rhénanie du Nord-Westphalie retire le passage en question de son rapport annuel en 2005.

## Ligne éditoriale
Le Monde le qualifie de « principal journal de la droite nationaliste et conservatrice » allemande.
Selon Rachel Knaebel du Monde diplomatique, le journal de « droite extrême » s'intéresse particulièrement aux questions de l'immigration et de l'islam. Il aborde la crise migratoire en Europe uniquement sous l'angle de l'insécurité, en recherchant les affaires de terrorisme et de délinquance. Il milite par ailleurs contre le féminisme, l’avortement, l'éducation sexuelle dans les écoles et les travaux sur le genre, et en faveur du libéralisme économique
Le journal manifeste une proximité avec le parti AfD et le mouvement PEGIDA. Le rédacteur en chef du magazine Focus Helmut Markwort (de) et les auteurs Ephraim Kishon et Erwin Scheuch (de) rejettent l'étiquette d'extrême droite utilisée pour désigner le journal.
En mars 2024, Insight News, une équipe bénévole composée de journalistes européens (Royaume-Uni, France, Ukraine), de traducteurs et de spécialistes informatiques d'Ukraine, publie une enquête, selon laquelle le site Internet du journal fait partie des réseaux pro-russes de diffusion de la propagande du Kremlin et de la désinformation sur la guerre russo-ukrainienne, qui « servent la guerre de l'information de la Russie ».
En 2024 également, le Verfassungschutz de Bavière le considère, ainsi que d'autres journaux comme la Berliner Zeitung, Focus Online, Die Weltwoche ou Tichys Einblick, comme un relais de la propagande de la Russie dans le cadre de l'Invasion russe de l'Ukraine, ce que le journal conteste. Une version antérieure de l’analyse, qui affirmait que ces sites Web « diffusaient des informations cohérentes avec le récit russe », est retirée après les critiques de cette déclaration, l'Office bavarois de protection de la Constitution parlant d'un « malentendu »,.

## Contenu
Junge Freiheit couvre les thèmes habituels d'un hebdomadaire politico-culturel. La page de titre commente l'actualité du point de vue de l'auteur. Suivent les rubriques Opinion, En discussion, Politique, Économie et environnement, Sujets de fond, Culture, Littérature, Histoire et connaissances, Forum des lecteurs, Esprit du temps & Media. Les archives en ligne contiennent tous les articles depuis avril 1997.
La rubrique « Im Gespräch » (« En discussion ») contient une entrevue avec une personnalité de l'histoire contemporaine. Les entretiens et autres articles dans les pages qui suivent se réfèrent aussi souvent à des questions de la première page.

## Lectorat
Les ventes du journal sont en progression régulière (de 1 000 abonnés en 2005 à 30 000 ventes par numéro en 2016).
D'après les données fournies aux annonceurs potentiels, le lecteur-type de la Junge Freiheit est un homme (90 %), âgé (plus de la moitié du lectorat a dépassé 60 ans), aisé et diplômé (46 % possèdent un diplôme de l'enseignement supérieur).

## Auteurs
Parmi les auteurs les plus connus, on trouve Carl Gustaf Ströhm (de) et Günter Zehm (de), anciens rédacteurs en chef du quotidien Die Welt. Tous deux écrivent pour le JF depuis 1995. Ils sont suivis plus tard par Klaus Peter Krause (de), Kurt Reumann, Günther Gillessen (de), anciens collaborateurs du Frankfurter Allgemeine Zeitung, Karl Feldmeyer (de), lauréat du prix Theodor-Wolff, et Peter Kuntze, ancien rédacteur du Süddeutsche Zeitung.